# Canute (Oklahoma)
Canute es un pueblo ubicado en el condado de Washita en el estado estadounidense de Oklahoma. En el año 2010 tenía una población de 541 habitantes y una densidad poblacional de 338,13 personas por km².

## Geografía
Canute se encuentra ubicado en las coordenadas 35°25′14″N 99°16′48″O / 35.42056, -99.28000 (35.420440, -99.279864).

## Demografía
Según la Oficina del Censo en 2000 los ingresos medios por hogar en la localidad eran de $32,321 y los ingresos medios por familia eran $38,036. Los hombres tenían unos ingresos medios de $26,406 frente a los $15,500 para las mujeres. La renta per cápita para la localidad era de $20,283. Alrededor del 15.6% de la población estaban por debajo del umbral de pobreza.